# Henri de Berg (seigneur de Windeck)
Henri de Berg aussi connu sous le nom de Henri de Windeck (avant 1247 - probablement 1298 ou 8 mars 1290/96 selon d'autres sources), est un des seigneurs de Windeck, un fils cadet du comte Adolphe IV de Berg et de Marguerite de Hochstaden et le frère d'Adolphe V de Berg et Guillaume Ier de Berg.

## Biographie
De 1271 à 1281, Heinrich a résidé en tant que gouverneur pour son frère Adolphe sur le manoir de Morp.
Comme son frère Adolphe, il soutient le duc de Brabant dans la guerre de succession du Limbourg à la bataille de Worringen en 1288. Au plus tard à la suite de l'emprisonnement du comte Adolphe de Nassau, beau-frère de l'archevêque Siegfried II de Westerburg de Cologne, Henri et Adolphe auraient dû se reconnaître. La période qui a suivi le trouve à Windeck, l'un des quatre principaux châteaux de Berg, propriété de la maison de Berg depuis 1247 au plus tard, vraisemblablement à nouveau en tant que « fonctionnaire » de son frère.
Une légende spécifique à la maison de Berg se réfère probablement à lui, selon laquelle un comte Guntram von Kranz, qui possédait Windeck, a participé à la Bataille de Göllheim (2 juillet 1298) et y est mort, tout comme le précédent roi Adolphe de Nassau.
Henri de Berg est enterré avec d'autres membres de la maison des comtes de Berg dans le Dom d'Altenberg (de) (à Odenthal).

## Mariage et descendance
Il était marié à Agnès de La Marck, fille d'Engelbert Ier de La Marck and Cunégonde de Blieskastel (décédée avant 1258), fille d'Hendrik van Blieskastel. De cette union sont issus trois enfants :
- Kunigunde, (1285/86 - après 1355), abbesse de Gerresheim et d'Essen ;
- Adolphe VI. von Berg ;
- Marguerite de Windeck (de) (* avant 1290) mariée à Otton IV de Ravensberg (en), mère de Marguerite de Ravensberg, dame de Berg et Ravensberg.

D'autres sources lui donnent d'autres enfants supplémentaires :
- Henri (mort le 24 avril 1310), chanoine à Cologne ;
- Elizabeth, mariée à Walram de Heinsberg ;
- Agnes, nonne à Gräfrath.

## Sources
- (de) Cet article est partiellement ou en totalité issu de l’article de Wikipédia en allemand intitulé « Heinrich von Windeck » (voir la liste des auteurs).

- (en) Cet article est partiellement ou en totalité issu de l’article de Wikipédia en anglais intitulé « Henry of Berg, Lord of Windeck » (voir la liste des auteurs).
- Hansjörg Laute, Die Herren von Berg. Solingen 1988.
- Thomas R. Kraus, Die Entstehung der Landesherrschaft der Grafen von Berg bis zum Jahr 1225. Bergische Forschungen tome XVI, Hrsg. Bergischer Geschichtsverein, Neustadt a.d. Aisch 1981.